# Boa Ventura de São Roque
Boa Ventura de São Roque é um município do estado do Paraná.

## História
O município de Boa Ventura de São Roque foi criado através da Lei Estadual nº 11176 de 18 de setembro de 1995, foi desmembrado de Pitanga. A atual gestão municipal é responsabilidade do prefeito Nestor Kenear.

## Geografia
Possui uma área de 622,185 km² representando 0,3122 % do estado, 0,1104 % da região e 0,0073 % de todo o território brasileiro. Localiza-se a uma latitude 25º02'34" sul e a uma longitude 51º31'47" oeste, estando a uma altitude de 950 m. Sua população foi estimada em 6 387 habitantes, conforme dados do IBGE de 2019.

### Demografia
População Total: 4.985
- Rural: 4.000
- Urbana: 985
- Homens: 2.300
- Mulheres: 2.685

(Última censo 2010 do IBGE)
Obs: O Índice Populacional diminui cerca de 0.8% a cada ano
Índice de Desenvolvimento Humano (IDH-M): 0,711
- IDH-M Renda: 0,628
- IDH-M Longevidade: 0,698
- IDH-M Educação: 0,806